# Роналд Реган
Роналд Вилсон Реган (енгл. Ronald Wilson Reagan; Тампико, 6. фебруар 1911 — Бел ер, 5. јун 2004) био је амерички глумац и политичар. Реган је био 33. гувернер Калифорније (1967—1975) и 40. председник САД (1981—1989).
Реган је рођен и одрастао у малим градићима у Илиноису. Дипломирао је на колеџу Јурика и после је радио као радијски водитељ. Преселио се у Холивуд 1937. године, где је започео своју глумачку каријер, прво у филмовима, а касније и на телевизији. Реган је био председник Удружења глумаца, а касније портпарол Џенерал електрика. Његови почеци у политици потичу из времена када је радио за Џенерал електрик. Прво је био члан Демократске странке, али је због промена политичких платформи стране током 1950-их прешао у Републиканску странку 1962. године.
Након што је одржао узбудљив говор за подршку кандидатури Барија Голдвотера за председника на изборима 1964., убедили су га да се кандидује за гувернера Калифорније. Победио је на изборима две године касније и поново 1974. Два пута је поражен у номинацијама за републиканског председничког кандидата 1968. и 1976, али је добио номинацију и опште изборе 1980. године, победивши тадашњег председника Џимија Картера.
Као председник Реган је увео нове политичке и економске иницијативе. Његове економске политике у корист произвођача, назване Реганомике, су заговарале смањивање стопе пореза да би се подстакао економски раст, контролисање новчане масе да би се смањила инфлација, дерегулацију привреде и смањивање владиних трошкова. У свом првом мандату је такође преживео атентат, заузео чврст сав према синдикатима, појачао рат против дроге и наредио инвазију Гренаде да би се поништио комунистички пуч.
Реган је поново убедљиво изабран за председника на изборима 1984. Његов други мандат су првенствено обележила спољна политика, као што су крај Хладног рата, бомбардовање Либије 1986. и откривање афере Иран-Контра. Називао је Совјетски Савез „империјом зла“, подржавао је антикомунистичке покрете широм света и свој први мандат је провео прекидањем политике детанта покретањем трке у наоружању са Совјетским Савезом. На крају је преговарао са вођом Совјетског Савеза Михаилом Горбачовом што је за исход имало Споразум о нуклеарним ракетама средњег домета и смањивање нуклеарног арсенала обе земље. Пад Берлинског зида и распад Совјетског Савеза су убрзо уследили.
Реган је окончао свој мандат 1989. Бивши председник је 1994. открио да му је почетком године установљена Алцхајмерова болест. Преминуо је десет година касније у 93. години. Као икона конзервативизма, Реган се рангира високо у анкетама јавног мнења о америчким председницима и приписује му се покретање идеолошке ренесансе америчке политичке деснице.

## Младост
Роналд Вилсон Реган је рођен 6. фебруара 1911. у пословној згради у Тампику, Илиноис, као млађи син Нел Клајд Вилсон и Џека Регана. Неле је била посвећена Христовим ученицима који су веровали у социјално јеванђеље. Водила је молитвене састанке и одржавала молитве средином недеље у својој цркви када је пастор био ван града. Реган је приписао њен духовни утицај и постао је хришћанин. Према Стивену Вону, Реганове вредности потичу од његовог пастора, а верски, економски и друштвени ставови Прве хришћанске цркве „поклапају се са речима, ако не и са веровањима Регана последњих дана“. Џек се фокусирао на зарађивање новца како би се бринуо о породици, али је ово било компликовано због његовог алкохолизма. Нил Реган је био Реганов старији брат.  Заједно су живели у Чикагу, Галезбургу и Монмауту пре него што су се вратили у Тампико. Године 1920. настанили су се у Диксону, живећи у кући близу зграде H. C. Pitney Variety Store Building . 
Реган је похађао средњу школу Диксон, где је развио интересовање за драму и фудбал. Његов први посао укључивао је рад као спасилац на Рок Риверу у Ловел Парку. Године 1928. Реган је почео да похађа колеџ Еурека по Нелином одобрењу на верској основи. Био је осредњи студент који је учествовао у спорту, драми и политици кампуса. Постао је председник студентског тела и придружио се студентском штрајку који је резултирао оставком председника колеџа. Реган се присетио времена када је двојици црних фудбалских саиграча одбијена услуга у одвојеном хотелу; позвао их је у родитељски дом у близини у Диксону и његови родитељи су их дочекали. У то време, став његових родитеља о расним питањима био је наизглед необично прогресиван у Диксону. Сам Реган је тамо одрастао са врло мало црних Американаца и није био свестан расног проблема.

## Забавна каријера

### Радио и филм
Након што је 1932. године стекао диплому из економије и социологије на колеџу Еурека, Реган се запослио у Давенпорту, Ајова, као спортски емитер за четири фудбалске утакмице на конференцији Биг Тен. Затим је радио за радио WHO у Дес Мојну као емитер за Чикаго Кубз . Његова специјалност је било креирање плеј-баи-блеј налога за игре користећи само основне описе које је станица добијала путем жице док су игре биле у току. Истовремено, често је изражавао своје противљење расизму. Године 1936, док је путовао са Кабсима на њихов пролећни тренинг у Калифорнију, Реган је полагао екрански тест који је довео до седмогодишњег уговора са Ворнер Бросом
Реган је стигао у Холивуд 1937, дебитујући у филму Љубав је у ваздуху (1937). Користећи једноставан и директан приступ глуми и пратећи упутства својих редитеља, Реган је снимио тридесет филмова, углавном Б филмова, пре него што је започео војну службу у априлу 1942. Избио је из ове врсте филмова од портретишући Џорџа Гипа у Knut Rockne, All American (1940), који ће бити подмлађен када су новинари Регана назвали "Гипер" док је водио кампању за председника Сједињених Држава. После тога, Реган је глумио у Kings Row-у (1942) као пацијент са ампутираном ногом, питајући се: "Где је остатак мене?"  Многи критичари су његов наступ сматрали његовим најбољим. Реган је постао звезда, са Галуповим анкетама које су га ставиле „у првих 100 звезда“ од 1941. до 1942.
Други светски рат прекинуо је филмску славу коју Реган више никада неће моћи да постигне пошто је Ворнер Брос постао неизвестан у погледу његове способности да генерише продају карата. Реган, који је имао ограничен глумачки домет, био је незадовољан улогама које је добио. Као резултат тога, Лев Васерман је поново преговарао о уговору са својим студијом, омогућавајући му да снима филмове са Universal Pictures, Paramount Pictures и RKO Pictures као слободњак. Овим се Реган појавио у више вестерн филмова, што му је било ускраћено да ради у Варнер Брос. Године 1952. прекинуо је везу са Варнер Брос, али је наставио да се појављује у укупно 53 филма, његов последњи је био The Killers (1964).

## Ране политичке активности
Реган је почео као демократа, посматрајући Френклина Д. Рузвелта као „правог хероја“. Придружио се Америчком одбору ветерана и Холивудском независном комитету за уметност, науку и професије (ХИЦЦАСП), радио је са АФЛ-ЦИО на борби против закона о праву на рад, и наставио да говори против расизма када је био у Холивуду. Године 1945. Реган је планирао да предводи ХИЦЦАСП антинуклеарни скуп, али га је Ворнер Брос спречио да оде. Реган је такође подржао Харија С. Трумана на председничким изборима 1948. и Хелен Гахаган Даглас за Сенат Сједињених Држава 1950. Реганово уверење да је комунизам био моћан утицај у Холивуду у позадини навело га је да окупи своје пријатеље против њих.
Реган је почео да се помера удесно када је подржао председничке кампање Двајта Д. Ајзенхауера 1952. и Ричарда Никсона 1960. Када је Реган склопио уговор са General Electric (ГЕ), почео је да држи говоре њиховим запосленима. Временом је Реган постао критичан према влади. Под антикомунистичким Лемуелом Булваром, запослени су подстицани да гласају за службенике који су наклоњени послу. Године 1961. Реган је прилагодио своје говоре у још један говор како би критиковао Медикер. По његовом мишљењу, њено законодавство би значило „крај слободе појединца у Сједињеним Државама“. Године 1962. ГЕ је одбацио Регана и он се формално регистровао као републиканац.
Године 1964. Реган је одржао говор за председничког кандидата Барија Голдвотера који је на крају назван „ Време за избор“. Реган је тврдио да су очеви оснивачи „знали да владе не контролишу ствари. И знали су да када влада то крене да уради, она мора да употреби силу и принуду да би постигла своју сврху“ и да „Све више нам се говори да морамо да бирамо између леве или деснице.“ Иако је то тачно. говор није био довољан да преокрене посрнулу Голдватер кампању, повећао је Реганов профил међу конзервативцима. Дејвид С. Бродер и Стивен Х. Хес назвали су га „најуспешнијим националним политичким дебијем од када је Вилијам Џенингс Брајан наелектрисао демократску конвенцију 1896. својим чувеним обраћањем „Златног крста ”.

## Гувернерство Калифорније (1967–1975)
Браун је потрошио велики део средстава Калифорније на нове програме, што их је навело да користе обрачунско рачуноводство како би избегли повећање пореза. Сходно томе, то је створило већи дефицит, и Реган би позвао на смањење државне потрошње и повећање пореза како би се уравнотежио буџет. Радио је са Џесијем М. Унруом на обезбеђивању повећања пореза и обећавајући будуће смањење пореза на имовину. То је довело до тога да неки конзервативци оптуже Регана да је издао своје принципе. Као резултат тога, скочили су порези на промет, банке, корпоративни профит, наследства, алкохолна пића и цигарете. Кевин Стар каже да је Реган „дао Калифорнијцима највеће повећање пореза у њиховој историји — и извукао се са тим“. На губернаторским изборима 1970. Унрух је користио Реганову пореску политику против њега, рекавши да је она непропорционално фаворизовала богате. Реган је узвратио да је и даље посвећен смањењу пореза на имовину. До 1973. буџет је имао суфицит, који је Реган више волео да „врати људима“.
Године 1967. Реган је реаговао на стратегију Странке црних пантера за пандурско посматрање потписивањем Мулфордовог закона да се забрани јавно ношење ватреног оружја. Тај чин је био најрестриктивнији калифорнијски закон о контроли оружја, а критичари су рекли да је "претерано реаговао на политички активизам организација као што су Црни пантери". Тај акт је означио почетак како модерног законодавства, тако и студија јавног става о контроли оружја. Реган је такође потписао Закон о терапијском абортусу из 1967. који је дозвољавао абортусе у случајевима силовања и инцеста када је лекар утврдио да би порођај нарушио физичко или ментално здравље мајке. Касније је изразио жаљење што га је потписао, рекавши да није упознат са одредбом о менталном здрављу. Веровао је да лекари олако тумаче одредбу и да је резултирало више абортуса.
Након што је Реган победио на изборима 1966. године, он и његови саветници су планирали да се кандидују на републиканским председничким изборима 1968. године .  Кандидовао се као незванични кандидат да би пресекао Никсонову јужњачку подршку и био компромисни кандидат ако би дошло до конвенције уз посредовањe. Освојио је делегате Калифорније, али је Никсон обезбедио довољно делегата за номинацију.
Реган, који је био критичан према администраторима који толеришу студентске демонстрације у граду Беркли, је послао калифорнијску патролу аутопута и друге службенике да угуше протесте у народном парку у мају 1969. године. Један ученик је упуцан и убијен, док су многи полицајци и два новинара рањени. Реган је тада наредио државним трупама Националне гарде да заузму Беркли на седамнаест дана како би покорили демонстранте, омогућавајући другим студентима да безбедно похађају наставу. У фебруару 1970. избили су насилни протести у близини Калифорнијског универзитета у Санта Барбари, где је поново командовао Националном гардом. Реган је 7. априла бранио свој одговор на протесте, рекавши: „Ако је потребно крвопролиће, хајде да завршимо са тим. Нема више смиривања." Када је 18. априла избило даље насиље, једног студента је нехотице убио полицајац, оставивши Регана избезумљеног.
Током своје победничке предизборне кампање 1970. године, Реган је, и даље критичан према влади, обећао да ће дати приоритет реформи социјалне заштите. Био је забринут да програми дестимулишу рад и да би све већи број социјалних даваоца довести до неуравнотеженог буџета и још једног великог повећања пореза 1972. У исто време, Федералне резерве су повећале каматне стопе у циљу борбе против инфлације, доводећи америчку економију у благу рецесију. Реган је радио са Бобом Моретијем на пооштравању услова за квалификовање како би финансијски потребити могли да наставе да примају уплате. Ово је постигнуто тек након што је Реган ублажио своје критике Никсоновог плана помоћи породици. Никсон је затим укинуо прописе да би водио калифорнијски експеримент.  Године 1976. Одељење за развој запошљавања је објавило извештај који сугерише да је експеримент који је трајао од 1971. до 1974. године био неуспешан.
Реган се није кандидовао за гувернера 1974. и победио је син Пата Брауна, Џери.  Реганов гувернерски положај, како пише професор Гери К. Клабо, довео је до погоршања јавних школа због његовог противљења додатном финансирању основног образовања. Што се тиче високог образовања, новинар Вилијам Тромбли је веровао да је смањење буџета које је Реган донео оштетило Берклијев однос студената и факултета и истраживања. Поред тога, стопа убистава се удвостручила, а стопа оружаних пљачки такође је порасла током Реганових осам година, чак и са многим законима које је Реган потписао како би покушао да пооштри казнене казне и реформише систем кривичног правосуђа. Реган је снажно подржавао смртну казну, али његове напоре да је спроведе осујетио је People v. Anderson 1972. Према његовом сину, Мајклу, Реган је рекао да му је жао што је потписао Закон о породичном закону који је одобравао разводе без кривице.

## У потрази за председничким местом (1975–1981)

### Републикански предизбори 1976.
Недовољно конзервативан према Регану и многим другим републиканцима, председник Џералд Форд је патио од вишеструких политичких и економских невоља. Форд, који се кандидовао за председника, био је разочаран када је чуо да се и он (Реган) кандидује. Реган је био оштро критичан према детанту и Фордовој политици детанта према Совјетском Савезу. Поновио је „Време за избор“ по земљи пре него што је најавио своју кампању 20. новембра када је разговарао о економским и социјалним проблемима, иу мањој мери, о спољним пословима. Оба кандидата су била одлучна да се нокаутирају у раној фази предизбора, али Реган би поразно изгубио првих пет предизборних избора почевши од Њу Хемпшира, где је популаризовао наратив краљице благостања о Линди Тејлор, преувеличавајући је злоупотреба социјалних давања и распламсавање озлојеђености бирача због реформе социјалне заштите, али никада отворено не помиње њено име или расу.
На Флориди, Реган се осврнуо на „млади долар“, који је постао пример политике звиждука паса, и оптужио Форда да је предао Панамски канал влади Панаме, док је Форд имплицирао да ће укинути социјално осигурање.  Затим је у Илиноису поново критиковао Фордову политику и његовог државног секретара Хенрија Кисинџера. Губитак првих пет предизборних избора подстакао је Регана да очајнички победи у Северној Каролини тако што је покренуо кампању на локалном нивоу и ујединио се са политичком машином Џесија Хелмса која је жестоко напала Форда. Реган је однео узнемирујућу победу, убедивши партијске делегате да Фордова номинација више није загарантована. Реган је извојевао следеће победе у Тексасу, Алабами, Џорџији и Индијани својим нападима на социјалне програме, противљењем принудном превозу аутобусима, повећаном подршком склоних гласача опадајућој председничкој кампањи Џорџа Воласа, и поновљеним критикама Форда и Кисинџерова политика, укључујући детант.
Резултат је била борба са клацкалицама за 1.130 делегата потребних за номинацију њихове странке коју ниједан није успео да постигне пре конвенције у Канзас Ситију у августу и Форд је заменио помињање детанта Регановом преферираном фразом, „ мир кроз снагу “. Реган је послушао савет Џона Сирса да одабере либерала Ричарда Швајкера за свог потпредседника, надајући се да ће ослободити делегате из Пенсилваније и других држава, и одвратити Форда. Уместо тога, конзервативци су остали отуђени, а Форд је покупио преостале непосвећене делегате и победио, зарадивши 1.187 према Регановим 1.070. Пре него што је одржао говор о прихватању, Форд је позвао Регана да се обрати на конвенцији; Реган је истицао слободу појединца и опасности од нуклеарног оружја. Године 1977, Форд је рекао Канону да је Реганов примарни изазов допринео његовом сопственом тесном поразу од демократе Џимија Картера на председничким изборима у Сједињеним Државама 1976. године.

### Избори 1980.
Реган се појавио као гласни критичар председника Картера 1977. Потписивање Уговора о Панамском каналу, нафтна криза 1979. и пораст инфлације, камата и незапослености помогли су у покретању његове председничке кампање 1980. коју је најавио 13. новембра 1979. оптужницом против федерална влада.  Његова најава је нагласила његове основне принципе смањења пореза како би се стимулисала економија и да има и малу владу и снажну националну одбрану, пошто је веровао да Сједињене Државе војно стоје иза Совјетског Савеза. Уласком у 1980, његове године су постале проблем у штампи, а Сједињене Државе су биле у тешкој рецесији. На предизборним изборима, Реган је изгубио Ајову од Џорџа Х. В. Буша, али се вратио у Њу Хемпширу. Убрзо након тога, Реганови противници почели су да одустају од предизбора, укључујући Џона Б. Андерсона, који је напустио странку да би постао независни кандидат. Реган је лако освојио председничку номинацију и изабрао Буша за свог потпредседника на конвенцији у Детроиту у јулу.
Општи избори супротставили су Регана Картеру усред мноштва домаћих забринутости и текуће кризе са таоцима у Ирану која је почела 4. новембра 1979. Реганова кампања је бринула да ће Картер бити у стању да обезбеди ослобађање америчких талаца у Ирану као део октобарског изненађења Картер је „сугерисао да би Реган уништио социјално осигурање“ и приказао га као хушкача рата, а Андерсон је имао подршку либералних републиканаца незадовољних Регановим конзервативизмом. Једна од Реганових кључних предности била је његова привлачност конзервативном покрету у успону. Иако се већина конзервативних лидера залагала за смањење пореза и буџетских дефицита, многи конзервативци су се више фокусирали на социјална питања као што су абортус и хомосексуалност. Евангелистички протестанти су постајали све важнији гласачки блок и генерално су подржавали Регана. Реган је такође добио подршку Реганових демократа. Иако је заступао социјално конзервативне ставове, Реган је већи део своје кампање фокусирао на нападе на Картерову спољну политику.
У августу је Реган одржао говор на сајму округа Нешоба, изјављујући своје уверење у права држава. Џозеф Креспино тврди да је посета била осмишљена да допре до гласача који су склони Воласу, а неки су такође видели ове акције као продужетак јужњачке стратегије за добијање подршке белаца републиканским кандидатима. Реганове присталице су рекли да је ово била његова типична реторика против велике владе, без расног контекста или намере. У дебати од 28. октобра, Картер је исправно прекорио Регана што је против националног здравственог осигурања. Реган је одговорио: „ Изволите поново “, иако се публика смејала и гледаоци су га сматрали привлачнијим. Реган је касније питао публику да ли им је боље него пре четири године, мало парафразирајући Рузвелтове речи из 1934.  4. новембра је однео одлучујућу победу на Изборном колеџу над Картером, који има 44 државе и добија 489 електорских гласова наспрам Картерових 49 у шест држава и округу Колумбија. Освојио је гласове народа са ужом разликом, добивши скоро 51 одсто према Картеровим 41 одсто и Андерсоновим 7 одсто. У Конгресу Сједињених Држава, републиканци су освојили већину места у Сенату по први пут од 1952. док су демократе задржале Представнички дом.

## Председништво (1981–1989)

### Прва инаугурација
Као 40. председник Сједињених Држава, Реган је положио заклетву за свој први мандат 20. јануара 1981. године. У свом инаугурационом обраћању, он се осврнуо на економску слабост земље, тврдећи: „У овој садашњој кризи, влада није решење за наш проблем, влада је проблем“. У коначној увреди председника Картера, Иран је чекао да Реган положи заклетву пре него што је послао таоце кући.

### „Реаганомија“ и економија
Реган је заговарао филозофију лесе фер, и промовисао скуп неолибералних реформи названих „Реаганомика“, које су укључивале монетаризам и економију понуде.

### Покушај атентата
30. марта 1981. Џон Хинкли млађи је упуцао Регана испред Вашингтон Хилтона. Такође су погођени: Џејмс Брејди, Томас Делаханти и Тим Макарти. Иако је "на ивици смрти" по доласку у Универзитетску болницу Џорџ Вашингтон, Реган је подвргнут операцији и брзо се опоравио од сломљеног ребра, пробушених плућа и унутрашњег крварења. Професор Џ. Давид Водард каже да је покушај атентата „створио везу између њега и америчког народа која никада није била прекинута”. Касније је Реган веровао да му је Бог поштедео живот „за изабрану мисију“.

### Рат против дроге
Као одговор на забринутост због све веће епидемије крека, Реган је интензивирао рат против дрога 1982. Док америчка јавност тада није видела дрогу као важно питање, ФБИ, Администрација за борбу против дрога и Министарство одбране Сједињених Држава сви значајно повећали своје финансирање против дрога. Реганова администрација је објавила кампању за добијање подршке након што је крек постао широко распрострањен 1985. Реган је потписао Закон о борби против злоупотребе дрога из 1986. и 1988. како би прецизирао казне за кривична дела против дрога. Оба закона су током година критикована због промовисања расних диспаритета. Поред тога, Ненси Реган је основала кампању „Само реци не“ како би обесхрабрила друге да се баве рекреативном употребом дрога и подигла свест о опасностима дрога.  Студија из 1988. године показала је да 39 процената матураната користи илегалне дроге у поређењу са 53 процента 1980. године, али Скот Лилијенфелд и Хал Арковиц кажу да није утврђено да је успех оваквих кампања афирмативно доказан.

### Ескалација Хладног рата
Реган је наредио масовно јачање одбране; оживео је програм Б-1 Лансер који је отказала Картерова администрација, и поставио ракету МКС. Као одговор на совјетско распоређивање СС-20, надгледао је НАТО распоређивање ракете Першинг у западној Европи. Године 1982. Реган је покушао да пресече Совјетском Савезу приступ чврстој валути ометајући његов предложени гасовод до Западне Европе. То је нашкодило совјетској економији, али је изазвало и много зле воље међу америчким савезницима у Европи који су рачунали на тај приход; касније се повукао по овом питању. У марту 1983. Реган је представио Стратешку одбрамбену иницијативу (СДИ) да заштити Сједињене Државе од свемирских интерконтиненталних балистичких пројектила. Веровао је да би овај одбрамбени штит могао да заштити земљу од нуклеарног уништења у хипотетичком нуклеарном рату са Совјетским Савезом. Међу научном заједницом владала је велика неверица око научне изводљивости програма, што је навело противнике да СДИ назову „Ратови звезда“, иако је совјетски лидер Јуриј Андропов рекао да ће то довести до „изузетно опасног пута“.
У обраћању британском парламенту 1982. године, Реган је рекао: „марш слободе и демократије ... оставиће марксизам-лењинизам на пепелу историје .“ Дејвид Канадин каже за Маргарет Тачер да је „Реган био захвалан на њеном интересовању за њега у време када је британски естаблишмент одбијао да га схвати озбиљно“ са њих двоје се слажу око „изградње јаче одбране против Совјетске Русије“ и обојица верују у превазилажење „оног што ће Реган касније назвати ' империјом зла '“ у вези са Совјетским Савезом током говора Националној асоцијацији евангелиста у марту 1983. Након што су совјетски ловци оборили лет 007 Коријан ерлајнса у септембру, који је укључивао Ларија Мекдоналда 61 другог Американца, Реган је изразио огорчење према Совјетском Савезу. авион грешком Упркос оштрој, нескладној реторици, Реганова администрација је наставила разговоре са Совјетским Савезом о СТАРТ I.

### Избори 1984.
Реган је најавио своју кампању за реизбор 29. јануара 1984. године, изјављујући: „Америка се вратила и стоји усправно“. У фебруару је његова администрација поништила непопуларну одлуку да пошаље Корпус маринаца Сједињених Држава у Либан, чиме је елиминисала политичку одговорност за њега. Реган се суочио са минималним противљењем на републиканским предизборима, и он и Буш су прихватили номинацију на конвенцији у Даласу у августу. На општим изборима, његова кампања је водила рекламу „Јутро у Америци“. У време када се америчка економија већ опорављала, бивши потпредседник Волтер Мондејл био је нападнут Регановом кампањом као „демократа пореза и потрошње“, док је Мондејл критиковао дефицит, СДИ, и Реганову политику грађанских права. Међутим, Реганове године су навеле његове менаџере кампање да минимизирају његово појављивање у јавности. Мондејлова кампања веровала је да су Реганово доба и ментално здравље били проблеми пре октобарских председничких дебата.
Након Регановог наступа у првој дебати у којој се мучио да се сети статистике, медији су негативно изнели његове године. Реганова кампања је променила његову тактику за другу дебату где је он шаљиво рекао: „Нећу да старост буде питање ове кампање. Нећу да искоришћавам, у политичке сврхе, младост и неискуство мог противника“. Ова примедба изазвала је аплауз и смех, чак и код Мондејла. У том тренутку, Бродер је сугерисао да године више нису обавеза за Регана, а Мондејлова кампања је сматрала да су „избори завршени“. У новембру је Реган однео убедљиву победу на поновним изборима са 59 одсто гласова и 525 електорских гласова. Мондејл је освојио 41 одсто гласова и 13 електорских гласова из округа Колумбија и његове матичне државе Минесоте.

### Бомбардовање Либије 1986.
Спорни односи између Либије и Сједињених Држава под председником Реганом поново су оживљени бомбашким нападом на дискотеку у Западном Берлину у којем су повређена 63 америчка војна лица и убијен један војник 5. априла 1986. године. Наводећи да постоји "непобитни доказ" да је Либија руководила "терористичким бомбардовањем", Реган је одобрио употребу силе против земље. У касним вечерњим сатима 15. априла, САД су покренуле серију ваздушних удара на копнене циљеве у Либији. Тачер је дозволила Ваздухопловству Сједињених Држава да користи британске ваздушне базе за покретање напада, уз оправдање да Уједињено Краљевство подржава право Америке на самоодбрану према члану 51 Повеље Уједињених нација. Напад је, према Регану, био осмишљен да заустави Гадафијеву "способност да извози тероризам", нудећи му "подстицаје и разлоге да промени своје криминално понашање". Напад су осудиле многе земље; великом већином гласова, Генерална скупштина Уједињених нација усвојила је резолуцију којом осуђује напад и сматра га кршењем Повеље и међународног права.

### Совјетски пад и отапање у односима
Иако Совјети нису убрзали војну потрошњу као одговор на Реганово војно јачање, њихови огромни војни трошкови, у комбинацији са колективизованом пољопривредом и неефикасном планираном производњом, били су тежак терет за совјетску економију. Истовремено, цене нафте, примарног извора совјетских извозних прихода, пале су на једну трећину претходног нивоа 1985. године. Ови фактори су допринели стагнирању привреде током мандата Михаила Горбачова као лидера Совјетског Савеза.
Реганова спољна политика према Совјетима колебала се између ивица и сарадње. Реган је ценио Горбачовљеву револуционарну промену у правцу совјетске политике и прешао је на дипломатију, намеравајући да га охрабри да следи значајне споразуме о оружју. Одржали су четири конференције на врху између 1985. и 1988. године. Реган је веровао да би то довело до реформи и краја комунизма, ако би могао да убеди Совјете да дозволе више демократије и слободе говора. Критични самит је био у Рејкјавику 1986. године, где су се сложили да укину сво нуклеарно оружје. Међутим, Горбачов је додао услов да истраживања СДИ морају бити ограничена на лабораторије током десетогодишњег периода када ће се десити разоружање. Реган је то одбио, наводећи да је то само дефанзивно и да ће поделити тајне са Совјетима, чиме није успео да постигне договор.
У јуну 1987. Реган се обратио Горбачову током говора наБерлинском зиду, захтевајући да „сруши овај зид“. Та примедба је у то време игнорисана, али након што је зид пао у новембру 1989. године, ретроактивно је преиначена као огромно достигнуће. У децембру су се Реган и Горбачов поново састали на самиту у Вашингтону како би потписали Уговор о нуклеарним снагама средњег домета, којим се обавезују на потпуно укидање њихових залиха ракета кратког и средњег домета. Уговор је успоставио режим инспекције који је осмишљен да осигура да обе стране поштују споразум. У мају 1988. године, амерички Сенат је великом већином гласао за ратификацију споразума, што је пружило велики подстицај Регановој популарности након афере Иран-Контра. Почела је нова ера трговине и отворености између две силе, а Сједињене Државе и Совјетски Савез су сарађивали на међународним питањима као што је иранско-ирачки рат.

## После председништва (1989–2004)
Након што су напустили председничку функцију 20. јануара 1989, Роналд и Ненси Реган су се настанили у кући у Бел Еру, поред Ранчо дел Сијела у Санта Барбари. Добио је више награда и признања, и добио је великодушне уплате за говорничке ангажмане. 1991. отворена је Председничка библиотека Роналда Регана. Реган се такође обратио Републиканској националној конвенцији из 1992. „да би инспирисао оданост партијским редовницима“; јавно је фаворизовао Брејди Бил, изазивајући критике противника контроле оружја; уставни амандман који захтева уравнотежен буџет; и укидање 22. амандмана. Његов последњи јавни говор одржао се 3. фебруара 1994. током одавања почасти њему у Вашингтону, ДЦ; његово последње велико појављивање у јавности било је на сахрани бившег председника САД-а Ричарда Никсона 27. априла 1994.
У августу 1994. Регану је дијагностикована Алцхајмерова болест, коју је објавио руком писаним писмом у новембру. Постојале су спекулације о томе колико дуго је показивао симптоме менталне дегенерације, али лаичка запажања да је боловао од Алцхајмерове болести док је још био на функцији су нашироко оповргнута од стране медицинских стручњака; његови лекари су рекли да је први пут почео да испољава очигледне симптоме болести крајем 1992. или 1993. Временом је болест уништила Реганов ментални капацитет, остављајући га у стању да препозна само неколико људи, укључујући и своју жену. Ипак, наставио је да шета парковима и плажама, играјући голф, а све до 1999. одлази у своју канцеларију у оближњем Century City-у. На крају је његова породица одлучила да ће живети у тихој полуизолацији са супругом.
Реган је преминуо од пнеумоније, коју је закомпликовала Алцхајмерова болест, у својој кући у Лос Анђелесу, 5. јуна 2004. Председник Џорџ В. Буш назвао је Реганову смрт "тужним часом у животу Америке". Његова јавна сахрана одржана је у Вашингтонској националној катедрали, где су хвалоспеве одржали Маргарет Тачер, Брајан Малруни, Џорџ Х. В. Буш и Џорџ В. Буш. Присуствовали су и други светски лидери, укључујући Михаила Горбачова и Леха Валенсу. Реган је сахрањен у својој председничкој библиотеци.

## Контроверзе
Амерички председник Роналд Реган је 11. августа 1984. године, за време тестирања звука за интервју у једној радио-станици је рекао „Моји драги Американци, драго ми је да могу да вам кажем да сам данас потписао закон који ставља Русију ван закона заувек. Бомбардовање ће почети за пет минута.“

## Галерија
- Роналд Реган, син Рон, Ненси Реган и ћерка Пети, 1960.
- Роналд и Ненси на броду у Калифорнији, 1964.
- Роналд Реган, син Рон, Ненси Реган и ћерка Пети, 1967.
- Реган са Ричардом Никсоном
- Реган, Хопис, Егњу и Никсон, 1971.
- Роналд Реган као каубој, 1976.
- Реган и Коњ 1977.
- Роналд Реган на 1980. GOP DEBATE
- Роналдов Председнички портрет, 1981.
- Реганов модернији Председнички портрет, 1981.
- Роналд Реган и Џорџ Х.В. Буш 1981.
- Роналд и Ненси у плавој соби, 1981.
- Председник Реган позира испред овалне канцеларије, 1983.
- Реган позира испред Беле куће 1984.
- Реган позира испред овалне канцеларије 1984.
- Роналд и Ненси, 1985.
- Званични портрет, 1986.
- Реган 1985.
- Реган и Ненси на клупи 1988.
- Неискрени пуцањ председника Регана